# Universitas Sanata Dharma
Universitas Sanata Dharma – indonezyjska uczelnia prywatna zlokalizowana w Yogyakarcie. Została założona w 1955 roku.